# Cmentarz wojenny w Bukowinie
Cmentarz wojenny w Bukowinie – zabytkowy cmentarz założony w 1914 roku, znajdujący się w gminie Ulanów, powiat niżański, usytuowany jest w północno-wschodniej części miejscowości.
Cmentarz miał kształt wydłużonego prostokąta. Początkowy układ mogił został zatarty. Na cmentarzu pochowanych jest 96 żołnierzy poległych w latach 1914 i 1915 różnych narodowości. 
Na początku lat dziewięćdziesiątych XX wieku, teren cmentarza został uporządkowany, a sam cmentarz został ogrodzony. Na cmentarzu postawiono duży drewniany krzyż. W roku 2004 został on zamieniony na metalowy, oraz postawiono pomnik z tablicą informującą z napisem "CMENTARZ WOJENNY żołnierzy wielu narodowości poległych w I wojnie światowej (Bukowina 2004)".
Na terenie cmentarz został także pochowany jeden żołnierz polski poległy we wrześniu 1939 roku.